# 2009-es Red Bull Air Race Világkupa
A Red Bull Air Race Világkupa 2009-ben hetedszerre került lebonyolításra. A hat futamosra tervezett szezon április 17-én az Egyesült Arab Emírségekben vette kezdetét, és október 3-án Spanyolországban végződött.

## Versenynaptár
| 2009-es Red Bull Air Race Világkupa Versenynaptár | 2009-es Red Bull Air Race Világkupa Versenynaptár | 2009-es Red Bull Air Race Világkupa Versenynaptár | 2009-es Red Bull Air Race Világkupa Versenynaptár |
|                                                   | Dátum                                             | Helység                                           | Ország                                            |
| ------------------------------------------------- | ------------------------------------------------- | ------------------------------------------------- | ------------------------------------------------- |
| 1                                                 | Április 16–17.                                    | Port of Mina' Zayid, Abu-Dzabi                    | Egyesült Arab Emírségek                           |
| 2                                                 | Május 8–9.                                        | San Diego, Kalifornia                             | USA                                               |
| 3                                                 | Június 12–13.                                     | Windsor, Ontario                                  | Kanada                                            |
| 4                                                 | Augusztus 19–20.                                  | Duna, Budapest                                    | Magyarország                                      |
| 5                                                 | Szeptember 11–12.                                 | Porto                                             | Portugália                                        |
| 6                                                 | Október 2–3.                                      | Barcelona                                         | Spanyolország                                     |

## Végeredmény
| 2009-es Red Bull Air Race Világkupa Az egyéni bajnokság végeredménye | 2009-es Red Bull Air Race Világkupa Az egyéni bajnokság végeredménye | 2009-es Red Bull Air Race Világkupa Az egyéni bajnokság végeredménye | 2009-es Red Bull Air Race Világkupa Az egyéni bajnokság végeredménye | 2009-es Red Bull Air Race Világkupa Az egyéni bajnokság végeredménye | 2009-es Red Bull Air Race Világkupa Az egyéni bajnokság végeredménye | 2009-es Red Bull Air Race Világkupa Az egyéni bajnokság végeredménye | 2009-es Red Bull Air Race Világkupa Az egyéni bajnokság végeredménye | 2009-es Red Bull Air Race Világkupa Az egyéni bajnokság végeredménye |
| Helyezés                                                             | Pilóta                                                               | UAE                                                                  | USA                                                                  | CAN                                                                  | HUN                                                                  | POR                                                                  | ESP                                                                  | Összes pont                                                          |
| -------------------------------------------------------------------- | -------------------------------------------------------------------- | -------------------------------------------------------------------- | -------------------------------------------------------------------- | -------------------------------------------------------------------- | -------------------------------------------------------------------- | -------------------------------------------------------------------- | -------------------------------------------------------------------- | -------------------------------------------------------------------- |
| 1                                                                    | Paul Bonhomme                                                        | 10                                                                   | 10                                                                   | 12                                                                   | 10                                                                   | 13*                                                                  | 12                                                                   | 67                                                                   |
| 2                                                                    | Hannes Arch                                                          | 13*                                                                  | 10*                                                                  | 10                                                                   | 8                                                                    | 10                                                                   | 9*                                                                   | 60                                                                   |
| 3                                                                    | Matt Hall                                                            | 7                                                                    | 7                                                                    | 5                                                                    | 5                                                                    | 9                                                                    | 3                                                                    | 36                                                                   |
| 4                                                                    | Kirby Chambliss                                                      | 3                                                                    | DQ                                                                   | 10*                                                                  | 10*                                                                  | 4                                                                    | 7                                                                    | 34                                                                   |
| 5                                                                    | Nicolas Ivanoff                                                      | 9                                                                    | 12                                                                   | 3                                                                    | 4                                                                    | 0                                                                    | 5                                                                    | 33                                                                   |
| 6                                                                    | Nigel Lamb                                                           | 8                                                                    | 6                                                                    | 4                                                                    | 3                                                                    | 1                                                                    | 10                                                                   | 32                                                                   |
| 7                                                                    | Mike Mangold                                                         | 5                                                                    | 5                                                                    | 8                                                                    | 6                                                                    | 7                                                                    | 1                                                                    | 32                                                                   |
| 8                                                                    | Besenyei Péter                                                       | 2                                                                    | 8                                                                    | DNS                                                                  | 2                                                                    | 8                                                                    | 4                                                                    | 24                                                                   |
| 9                                                                    | Matthias Dolderer                                                    | 1                                                                    | 0                                                                    | DQ                                                                   | 7                                                                    | 6                                                                    | 9                                                                    | 23                                                                   |
| 10                                                                   | Michael Goulian                                                      | 0                                                                    | 0                                                                    | 6                                                                    | 12                                                                   | 3                                                                    | 1                                                                    | 22                                                                   |
| 11                                                                   | Sergey Rakhmanin                                                     | 6                                                                    | 4                                                                    | 7                                                                    | 0                                                                    | 0                                                                    | 0                                                                    | 17                                                                   |
| 12                                                                   | Alejandro Maclean                                                    | 4                                                                    | 2                                                                    | 2                                                                    | 1                                                                    | 5                                                                    | 2                                                                    | 16                                                                   |
| 13                                                                   | Muroja Josihide                                                      | 0                                                                    | 1                                                                    | DNS                                                                  | 0                                                                    | 2                                                                    | 6                                                                    | 9                                                                    |
| 14                                                                   | Glen Dell                                                            | 0                                                                    | 3                                                                    | 0                                                                    | 0                                                                    | DNS                                                                  | 0                                                                    | 3                                                                    |
| 15                                                                   | Pete McLeod                                                          | 0                                                                    | 0                                                                    | 1                                                                    | 0                                                                    | 0                                                                    | 0                                                                    | 1                                                                    |

- (*) Plusz egy pont a kvalifikáción elért legjobb időeredményért
- DQ = Kizárva
- DNS = Nem indult

## Külső hivatkozások
- Red Bull Air Race hivatalos honlapja